# Oliver Campbell

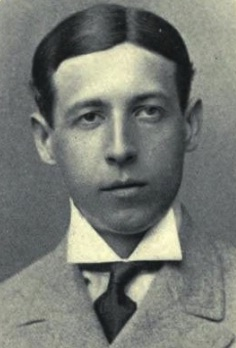
Oliver Campbell (1900)

Oliver Samuel Campbell (* 25. Februar 1871 in New York City; † 11. Juli 1953 in Campbellton, Kanada) war ein US-amerikanischer Tennisspieler.

## Karriere
Campbell nahm ab 1886 an den amerikanischen Tennismeisterschaften (heute US Open) teil. Von 1890 bis 1892 gewann er dort drei Mal den Titel im Herreneinzel. Bei seinem ersten Sieg war er gerade 19 Jahre alt; Dieser Rekord hielt genau 100 Jahre, bis ihn Pete Sampras 1990 als jüngster Sieger ablöste. Im Herrendoppel war er insgesamt drei Mal (1888, 1891, 1892) erfolgreich. Begonnen hatte Campbell als Grundlinienspieler, stellte sein Spiel aber als einer der ersten amerikanischen Spieler auf Serve und Volley um. 
1892 nahm er ein einziges Mal an den Wimbledon Championships teil. Im Einzel schied er im Achtelfinale gegen Arthur Gore aus, im Doppel konnte er an der Seite von George Hillyard das Halbfinale erreichen.
Zuletzt meldete er sich 1893 zu den amerikanischen Meisterschaften an, trat jedoch nicht mehr an. Danach beendete er seine Tenniskarriere.
Er starb 1953 im Alter von 82 Jahren in Kanada. 1955 erfolgte die Aufnahme in die International Tennis Hall of Fame.

## Titel

### Einzel
| Nr. | Jahr | Turnier                          | Finalgegner     | Ergebnis                |
| --- | ---- | -------------------------------- | --------------- | ----------------------- |
| 1.  | 1890 | US-amerikanische Meisterschaften | Henry Slocum    | 6:2, 4:6, 6:3, 6:1      |
| 2.  | 1891 | US-amerikanische Meisterschaften | Clarence Hobart | 2:6, 7:5, 7:9, 6:1, 6:2 |
| 3.  | 1892 | US-amerikanische Meisterschaften | Fred Hovey      | 7–5, 3–6, 6–3, 7–5      |

### Doppel
| Nr. | Jahr | Turnier                          | Partner        | Finalgegner                       | Ergebnis           |
| --- | ---- | -------------------------------- | -------------- | --------------------------------- | ------------------ |
| 1.  | 1888 | US-amerikanische Meisterschaften | Valentine Hall | Clarence Hobart Edward MacMullen  | 6:4, 6:2, 6:4      |
| 2.  | 1891 | US-amerikanische Meisterschaften | Bob Huntington | Valentine Hall Clarence Hobart    | 6:3, 6:4, 8:6      |
| 3.  | 1892 | US-amerikanische Meisterschaften | Bob Huntington | Edward Ludlow Hall Valentine Hall | 6:4, 6:2, 4:6, 6:3 |